# Opposite
Pour les articles homonymes, voir Opposites (homonymie).
Albums de Burning Heads
Escape
(1999) Taranto
(2003)
Opposite est le sixième album studio du groupe Burning Heads.

## Histoire
Après l'aventure Epitaph Europe sur les deux albums précédents, le groupe se retrouve sans maison de disques et sans manager. Les Orléanais avaient déjà enregistré plusieurs titres reggae, influencés par The Clash, The Ruts ou Basement 5. Pierre et Thomas se produisaient déjà parfois en tant que DJs sur des soirées dub ou drum n'bass. Ils se sont dit que c'était le bon moment pour enregistrer un album purement reggae, en conviant pas mal d'amis, dont Mikis, futur guitariste du groupe ou encore Near Death Experience.
D'après les webzine, l'accueil de cet album « controversé » est « contrasté », mais sans que cela « fragilise » le groupe, et Opposite est également qualifié d'« album du renouveau ». Pour le webzine Skartnak, Burning Heads, « groupe de punk à roulette français, s’inspirant des Clash ou des Ruts, sort un disque plein de dub, de reggae, de drum n’ bass et met la scène, connaisseurs du genre y compris, à genou ».

## Liste des chansons de l'album
1. Handcuffed (Did You Pay For This?) (03:55)
2. You Say (03:50)
3. Tic Tac Toe (05:16)
4. Fugasse (04:27)
5. Police In Helicopters (05:30)
6. Spanic (04:12)
7. Rain 2 (04:00)
8. Hey You (03:06)
9. Time To Fire Up the Place (06:29)
10. Basement 3 (05:21)
11. Still Raining (NDE remix) (05:22)
12. Pigmy Dance (04:57)

Les titres Hey You et Rain sont deux anciens morceaux des Burning Heads, réadaptés en version reggae.
Le titre Police in Helicopters est une adaptation d'un morceau du même nom de John Holt. Il parle du comportement policier envers les consommateurs de marijuana, thème récurrent dans la carrière du groupe.